# Mesoleptus subtilis
Mesoleptus subtilis là một loài tò vò trong họ Ichneumonidae.